# 小学館入門百科シリーズ
小学館入門百科シリーズ（しょうがくかんにゅうもんひゃっかシリーズ）は、1970年から1994年にかけて小学館から刊行された児童向け入門書の叢書。
A5版、紙カバー付きペーパーバック。
後に少女向けの別レーベルとして「ミニレディー百科」が分割され、欠番となった巻に別タイトルが充てられたため、同番号で異なるタイトルのものが複数巻存在する。
また2023年に番外（EX号）として『タローマンなんだこれは入門』 が発刊された。

## 一覧
- 1)『野球入門 基礎編』（長嶋茂雄, 王貞治監修） 1970
- 2)『水泳入門』（古橋廣ノ進監修） 1970
- 3)『つり入門』（松田年雄監修（1版）、千葉春雄, 早川淳之助, 巻幡成人著（2版）） 1970（1版）、1978（2版）
- 4)『ペットの飼いかた』（今泉吉典監修） 1970
- 5)『野球教室 攻撃編』（長嶋茂雄, 王貞治監修） 1970
- 6)『スキー・スケート教室』（見谷昌禧著、今野和明監修） 1970
- 7)『サッカー入門』（轡田三男ほか著）
- 8)『バレーボール入門』（金子新一著） 1971
- 9)『プロレス入門』（ジャイアント馬場監修（1版）、菊池孝監修（2版）） 1971（1版）、1981（2版）
- 10)『まんが入門』（赤塚不二夫監修） 1971
- 11)『野球入門 守備編』（長嶋茂雄, 村山実監修） 1971
- 12)『手品・奇術入門』（引田天功監修） 1971
- 13)『野球ルールものしり入門』（佐々木信也監修）
- 14)『採集・標本入門』（松田修著、矢島稔監修）、のち改訂『自然かんさつ入門』（柴田敏隆著）
- 15)『ウルトラ怪獣入門』（円谷プロダクション監修、大伴昌司構成）
- 16)『切手入門』（今井修監修）、のち改訂『切手収集と楽しみ方入門』
- 17)『英語入門』（五十嵐新次郎監修）
- 18)『怪獣図解入門』（円谷プロダクション監修、大友昌司構成・解説） 1972
- 19)『サイクリング入門 カラーで見るサイクリングの1日』（長谷川純三監修）
- 20)『機関車入門』（古谷善亮監修）
- 21)『ボウリング入門』（須田開代子著）
- 22)『うらない入門』（吉野朝夫著）
- 23)『恐竜なんでも入門』（佐伯誠一著）
- 24)『大冒険 山入門』（西丸震哉監修） 1973
- 25)『名探偵入門』（加納一郎著） 1973
- 26)『大冒険 海入門』（堀江謙一監修） 1973
- 27)『クイズ・パズル 頭の特訓』（高木重朗著）
- 28)『新巨人軍なんでも入門』（東京読売巨人軍球団本部監修）
- 29)『ふしぎ人間 エスパー入門』（中岡俊哉著）
- 30)『考古学入門 大昔をさぐる』（たかしよいち著）
- 31)『天文学入門 宇宙と星のふしぎ』（草下英明著）
- 32)『妖怪なんでも入門』（水木しげる著）
- 33)『ミニレディー百科 おしゃれ入門』（八木美重子, ミニレディー研究グループ・レモンメイツ監修）
- 33)『挑戦パズル』（岡田康彦著）
- 34)『世界ミステリーゾーン』（和巻耿介著） 1974
- 35)『名犬なんでも入門』（増井光子著）
- 36)『電車なんでも入門』（古谷善亮監修）
- 37)『スパイひみつ大作戦』（西原和海著）
- 38)『図解 飛行機なんでも入門』（秋本實著）
- 39)『ミニレディー百科 しあわせ星うらない』（中川穣助著）
- 39)『季節別・つり場別つり作戦』 (小学館編） 1984
- 40)『早わかり 将棋なんでも入門』（原田泰夫, 田辺忠幸共著）
- 41)『お笑いかくし芸 なぞなぞコントじまん 入門』（滝沢てるお著）
- 42)『空飛ぶ円盤と宇宙人』（中岡俊哉著） 1975
- 43)『ミニレディー百科 たのしいクッキング』（今田美奈子監修）
- 43)『昆虫の王者カブトムシ』（海野和男著）
- 44)『きみは強打者 プロ野球名選手の直撃コーチ』（長嶋茂雄監修）
- 45)『ミニレディー百科 エチケット入門』（柿本勇著）
- 45)『なぞなぞQ大挑戦』（田淵秀明著）
- 46)『きみは名投手 プロ野球名選手の直撃コーチ』（長嶋茂雄監修）
- 47)『ミニレディー百科 手芸アイディア手作り入門』（小学館編）
- 47)『鉄道写真教室』（真島満秀著）
- 48)『三冠王 王貞治物語』（大島やすいち画）
- 49)『プロ野球なんでも大記録』（近藤唯之著）
- 50)『ミニレディー百科 少女まんが入門』（小学館編）
- 50)『クロスワード・パズル入門』 （滝沢てるお著）
- 51)『今すぐつかえる 略画とカット』（小学館編）
- 52)『クイズ百科じてん』（佐伯誠一著）
- 53)『鉄道なんでも入門』（塚本雅啓監修）
- 54)『工作入門 おもちゃの作り方』（小学館編）
- 55)『熱球! 甲子園高校野球入門』（近藤唯之著）
- 56)『きみは名捕手 プロ野球名選手の直撃コーチ』（長嶋茂雄監修）
- 57)『マジック入門』（高木重朗著）
- 58)『紙工作ペーパ―クラフト入門』（松田博司著）
- 59)『ミニレディー百科 スポーツおしゃれファッション入門』（のぐちペコ構成）
- 60)『きみはホームラン王 プロ野球名選手の直撃コーチ』（王貞治監修）
- 61)『巨人軍なんでも大記録』（王貞治監修）
- 62)『オリエンテーリング入門』（佐野豪著）
- 63)『トランプ入門』（岡田康彦著）
- 64)『パズルなんでも入門』（田淵秀明著）
- 65)『ミニレディー百科 チャームアップ入門』（小学館編）
- 65)『悪魔くんの悪魔なんでも入門』 （水木しげる著）
- 66)『望遠鏡を使わない 天文28の実験・観測』（斉田博著）
- 67)『大相撲なんでも入門』（北出清五郎著）
- 68)『ミニレディー百科 おしゃれな花入門 フラワーデザインから花うらないまで』（小学館編） 1977
- 68)『昆虫かんさつ入門 上 春・初夏編』（くらたみのる著）
- 69)『ミニレディー百科 おしゃれカタログ』（小学館編）
- 69)『昆虫かんさつ入門 下 夏・秋・冬編』（くらたみのる著）
- 70)『スケート入門』（三野勉著）
- 71)『ゲーム遊びかた107入門』（滝沢てるお著）
- 72)『野球クイズ百科じてん』（佐伯誠一著）
- 73)『きみは名内野手 プロ野球名選手の直撃コーチ』（森昌彦構成）
- 74)『きみは名外野手 プロ野球名選手の直撃コーチ』（森昌彦構成）
- 75)『科学マジック入門』（岡田康彦著）
- 76)『妖怪世界編入門』（水木しげる著）
- 77)『天文クイズ百科じてん』（斉田博著）
- 78)『ミニレディー百科 すてきなおかし作り』（今田美奈子著）
- 78)『びっくり昆虫大集合』 （海野和男著）
- 79)『きみは名カメラマン』（斎藤政秋著）
- 80)『お天気かんさつ入門』（倉嶋厚著）
- 81)『川づり入門』（小学館編） 1978
- 82)『自動車入門 スーパーカーからクラシックカーまで』（高岸清著）
- 83)『スキー入門 三浦雄一郎の直撃コーチ!』（三浦雄一郎著） 1978
- 84)『ミニレディー百科 あなたも詩人』（清水哲男著）
- 85)『城なんでも入門』（内藤昌著）
- 86)『特急入門』（増田浩三著）
- 87)『詰め将棋100問』（原田泰夫, 田辺忠幸著）
- 88)『妖怪100物語』（水木しげる著）
- 89)『化石入門』（浜田隆士著）
- 90)『ミニレディー百科 すてきなお部屋 アイデア手作りインテリア32』（小学館編）
- 90)『もりもりもぐもぐ 野外料理入門』 （照屋康子著）
- 91)『鉄道クイズ百科じてん』（佐伯誠一著）
- 92)『将棋つぎの一手』（原田泰夫, 田辺忠幸著）
- 93)『ジャイアンツ（巨人軍）なんでも入門』（東京読売巨人軍監修）
- 94)『ミニレディー百科 バレエ入門』（清水哲太郎著、松山樹子監修）
- 94)『ジャイアンツなんでも大記録』（王貞治著）
- 95)『図解 船なんでも入門』（野間恒, 山田廸生著）
- 96)『決定版 ウルトラ兄弟』（円谷プロダクション著・監修）
- 97)『決定版 ウルトラ怪獣』（円谷プロダクション著・監修）
- 98)『海づり入門』（小学館編） 1979
- 99)『ミニレディー百科  楽しくぬえるすてきなおしゃれ着』（小学館編）
- 99)『海辺のかんさつ入門』（鈴木克美著）
- 100)『アニメなんでも入門』（吉田健二著）
- 101)『妖怪クイズ百科じてん』（水木しげる著）
- 102)『ゲゲゲの鬼太郎なんでも入門』（水木しげる著）
- 103)『星座入門 上 春・夏編』（斉田博著）
- 104)『きみはつり名人 服部名人の直撃コーチ』（服部善郎著） 1980
- 105)『星座入門 下 秋・冬編』（斉田博著）
- 106)『マジック演じかた45』（長谷川ミチ著）
- 107)『写真昆虫記 12か月 上 1月～6月』（海野和男著）
- 108)『写真昆虫記 12か月 下 7月～12月』（海野和男著）
- 109)『鉄道ものしり百科』（増田浩三著）
- 110)『ルアーづり入門』（西山徹著） 1981
- 111)『少年剣道入門』（坪井三郎著）
- 112)『少年柔道入門』（猪熊功, 橋本敏明著）
- 113)『決定版 なぞなぞ1515問』（田淵秀明著）
- 114)『昆虫なんでも入門』（中山周平著）
- 115)『からだクイズ百科じてん』（佐伯誠一著）
- 116)『作って遊ぼう 動くおもちゃ工作』（高氏雅昭著）
- 117)『折り紙入門』（笠原邦彦著）
- 118)『将棋初段への道』（原田泰夫, 田辺忠幸共著）
- 119)『世界の妖怪100話』（水木しげる著）
- 120)『早わかり 囲碁なんでも入門』（林海峯著）
- 121)『ブルートレイン入門』（増田浩三著）
- 122)『ヘラブナつりハイテクニック』（丸山高廣著） 1982
- 123)『がんばれ! ぼくらのリトルリーグ』（越智正典著）
- 124)『スペースシャトル』（中冨信夫著）
- 125)『太陽系なんでも入門』（斉田博著）
- 126)『河童なんでも入門』（水木しげる著）
- 127)『昆虫の飼いかた』（中山周平著）
- 128)『地図なんでも入門』（堀淳一著）
- 129)『バッティング大特訓 - 長島さんと野球を楽しもう 学習まんが』（長島茂雄著、吉森みき男漫画）
- 130)『長島茂雄の少年野球教室 1 野球の基本』（長島茂雄著）
- 131)『長島茂雄の少年野球教室 2 打撃・走塁』（長島茂雄著）
- 132)『長島茂雄の少年野球教室 3 投手・守備』（長島茂雄著）
- 133)『長島茂雄の少年野球教室 4 野球のルール』（長島茂雄著）
- 134)『ぼくのマイコン マイクロ・コンピューター入門』（鈴木敬, 木村直樹共著、日本マイコンクラブ・青野敬吾監修）
- 135)『挑戦しよう!! おもしろパズル』（滝沢てるお著）
- 136)『アニメ・ロボット大図解』（メモリーバンク構成）
- 137)『宇宙旅行入門』（中富信夫著）
- 138)『妖怪おもしろ大図解』（水木しげる著）
- 139)『折り紙図形パノラマ』（笠原邦彦著）
- 140)『GO GO! ヤング・ジャイアンツ』（東京読売巨人軍監修）
- 141)『高見山大五郎物語 まんが 辛抱と努力』（高見山大五郎著、吉森みき男漫画）
- 142)『決定版 ゴジラ入門』（田中友幸著）
- 143)『NASA宇宙画集 スペース・イラスト』（中富信夫編著、NASA監修）
- 144)『ミニレディー百科 たのしいビーズ手芸』（武藤光子著）
- 144)『囲碁特訓 初級編』 （林海峯著）
- 145)『レッツ・ファイト! プロレス』（小学館編）
- 146)『プロレススーパースター267人』（菊池孝著）
- 147)『特訓バレーボール』（豊田博著）
- 148)『妖精なんでも入門』（水木しげる著）
- 149)『守備・投手大特訓 - 長島さんと野球を楽しもう 学習まんが』（長島茂雄著、吉森みき男漫画）
- 150)『ゴジラ』（田中友幸著）
- 151)『折り紙生物スケッチ』（笠原邦彦著）
- 152)『紙ねん土おもしろ工作』（高氏雅昭著）
- 153)『妖精100物語』（水木しげる著）
- 154)『動物ワイワイ大集合』（吉野信著）
- 155)『ウルトラ怪獣大事典 1』（竹内博著）
- 156)『ウルトラ怪獣大事典 2』（竹内博著）
- 157)『ウルトラ怪獣大事典 3』（竹内博著）
- 158)『ラジコンなんでも入門』（石黒良介著）
- 159)『決定版 ラジコンカー入門』（石黒良介著）
- 160)『ハム入門 アマチュア無線基礎編』（丹羽一夫著）
- 161)『投づり入門』（谷沢広芳著） 1985
- 162)『トランプうらない』（南條武著）
- 163)『プロレスものしりおもしろクイズ』（菊池孝著）
- 164)『すいすい泳げる 図解水泳入門』（矢野正次著）
- 165)『紙で作るかんたんおもちゃ』（高氏雅昭著）
- 166)『21世紀の発明家をめざそう 発明入門』（豊澤豊雄, 平井工著）
- 167)『作って遊ぼうおもしろ電気工作 エレクトロニクス工作入門』（丹羽一夫著）
- 168)『トイレなんでも入門 オドロキ便器大集合!!』（李家正文監修） 1985
- 169) 不明
- 170)『バギーチャンプはキミだ!  All of RC buggy』（石黒良介著）
- 171)『鬼太郎の天国・地獄入門』（水木しげる著）
- 172)『たのしい切り絵入門』（渡辺文昭(百鬼丸)著・解説）
- 173) 不明
- 174) 不明
- 175)『悪魔くん カラー版 妖怪まんが』（水木しげる著）
- 176)『鬼太郎 カラー版 妖怪まんが』（水木しげる著）
- 177)『鬼太郎の妖怪旅行 1 カラー版 妖怪まんが』（水木しげる著）
- 178)『鬼太郎の妖怪旅行 2 カラー版 妖怪まんが』（水木しげる著）
- 179)『なぞなぞ大冒険 1 1000問への道 なぞなぞ王国を救え!』（田淵秀明著）
- 180)『なぞなぞ大冒険 2 2000問への道 5大怪獣島での死闘』（田淵秀明著）
- 181)『なぞなぞ大冒険 3 3000問への道 魔人軍団との最後の戦い』（田淵秀明著）
- 182)『ぼくのからだ入門』（中野昭一, 寺尾保著） 1986
- 183) 不明
- 184) 不明
- 185)『縄文少年ヨギ 1 妖怪まんが』（水木しげる著）
- 186)『縄文少年ヨギ 2 妖怪まんが』（水木しげる著）
- 187)『河童の三平 1』 (水木しげる著）
- 188)『河童の三平 2』 (水木しげる著）
- 189)『妖怪博士入門 どうしたら妖怪博士になれるか』 (水木しげる著）
- 190)『これがBMXアンドMTBだ ニューサイクルスポーツ入門』（平木康三著）
- 191)『きみにも作れるファミコンゲーム』（小学館編）
- 192)『アニメ入門 セル画のかきかた』（吉田健二監修）
- 193) 不明
- 194)『強くなる卓球入門』（若桜木虔著）
- 195)『トランプ相性うらない』（南條武著）
- 196) 不明
- 197)『かならずすべれるスキー初級テクニック』（三浦雄一郎著）
- 198)『ドッジボール入門 めざせ! スーパードッジ』（東正樹著）
- 199)『最新恐竜入門』（富田京一著）
- 200)『決定版 つり入門』（早川淳之助著） 1993
- 201)『ドラえもんのひみつ道具使い方事典 1』（藤子・F・不二雄監修）
- 202)『ドラえもんのひみつ道具使い方事典 2』（藤子・F・不二雄監修）
- 203)『ドラえもんのひみつ道具使い方事典 3』（藤子・F・不二雄監修）
- 204)『最新サッカー入門』（加藤久著）
- 205)『ゲームデザイナー入門』（柴尾英令, 笠井修著） 1994
- 206)『Jリーグ入門』（小学館編） 1994
- 207)『バスケットボール入門』（倉石平著） 1994

- EX)『タローマンなんだこれは入門』 (藤井亮(豪勢スタジオ), NHK「TAROMAN」制作班著） 2023